# Kahrīzeh-ye Shakāk
Kahrīzeh-ye Shakāk (persiska: كَهريزِه, کهریزه شکاک, كَهريزِۀ شَكاك) är en ort i Iran.   Den ligger i provinsen Västazarbaijan, i den nordvästra delen av landet, 600 km väster om huvudstaden Teheran. Kahrīzeh-ye Shakāk ligger 1 393 meter över havet och antalet invånare är 150.
Terrängen runt Kahrīzeh-ye Shakāk är kuperad åt nordväst, men åt sydost är den platt. Runt Kahrīzeh-ye Shakāk är det ganska tätbefolkat, med 108 invånare per kvadratkilometer. Närmaste större samhälle är Naqadeh, 13,7 km sydost om Kahrīzeh-ye Shakāk. Trakten runt Kahrīzeh-ye Shakāk består i huvudsak av gräsmarker.